# Idaea charitotes
Idaea charitotes är en fjärilsart som beskrevs av Louis Beethoven Prout 1922. Idaea charitotes ingår i släktet Idaea och familjen mätare. Inga underarter finns listade i Catalogue of Life.